# Quantum Link
Quantum Link (o Q-Link) fue un servicio en línea estadounidense y canadiense para las computadoras personales Commodore 64 y 128, que operó a partir del 5 de noviembre de 1985. Fue operado por Quantum Computer Services de Vienna, Virginia, que luego se convirtió en America Online.
En octubre de 1989, el servicio pasó a llamarse «America Online» y se puso a disposición de los usuarios de sistemas PC además de los usuarios de Commodore. El servicio Q-link original se canceló el 1 de noviembre de 1995 a favor de la marca «America Online».
El Q-Link original era una versión modificada del sistema PlayNET, que obtuvo la licencia de Control Video Corporation. Q-Link presentaba correo electrónico, chat en línea (en su departamento de People Connection), bibliotecas de intercambio de archivos de dominio público, noticias en línea y mensajería instantánea (usando Mensajes en Línea, u OLM). Otras características notables incluyeron juegos multijugador en línea como damas, ajedrez, backgammon, ahorcado y un clon del programa de televisión «Wheel Of Fortune» llamado «Enigma»; y una isla turística gráfica interactiva llamada Habitat mientras estaba en prueba beta y luego renombrada como Club Caribe.
En octubre de 1986, QuantumLink amplió sus servicios para incluir juegos de casino como bingo, máquinas tragamonedas, blackjack y poker en RabbitJack's Casino, y RockLink, una sección sobre música rock. Los archivos de software también se organizaron en carpetas jerárquicas y se ampliaron en este momento.
En noviembre de 1986, el servicio comenzó a ofrecer digitalizar las fotos de los usuarios para incluirlas en sus perfiles y también inició un servicio de subasta electrónica.
Las conexiones a Q-Link se hacían normalmente mediante módem de acceso telefónico con velocidades que oscilaban entre 300 y 2400 baudios, siendo 1200 baudios la más común. El servicio normalmente estaba abierto por la noche durante la semana y todo el día los fines de semana. El precio era de US$9,95 (equivalente a $27,66 en 2023) por mes, con tarifas adicionales de seis centavos por minuto (luego aumentó a ocho) para las llamadas áreas «plus», que incluían la mayoría de los servicios antes mencionados. Los usuarios recibieron una hora gratis de uso «plus» por mes. Los anfitriones de foros y juegos de trivia también podían ganar más tiempo gratis adicional.
Q-Link compitió con otros servicios en línea como CompuServe y The Source, así como con los BBS (simple o multiusuario), incluidos los sistemas de juegos como Scepter of Goth y Swords of Chaos. La pantalla gráfica de Quantum Link era mejor que la de muchos sistemas de la competencia porque usaban software de cliente especializado con un protocolo no estándar. Sin embargo, este software especializado y protocolo no estándar también limitó su mercado, porque solo Commodore 64 y 128 podían ejecutar el software necesario para acceder a Quantum Link.
En el verano de 2005, los aficionados de Commodore aplicaron ingeniería inversa al servicio, lo que les permitió crear un clon compatible con el protocolo Q-Link llamado Quantum Link Reloaded que se ejecuta a través de Internet en lugar de líneas telefónicas. Usando el software Q-Link original como un archivo D-64, se puede acceder a él usando el emulador VICE de Commodore 64 (disponible en varias plataformas, incluidas Windows y Linux ), o utilizando hardware Commodore auténtico conectado a Internet mediante un cable serie conectado a una PC con acceso a Internet.

## Club Caribe/Habitat
Uno de los juegos de Quantum Link más influyentes fue Club Caribe. Club Caribe fue un predecesor de los MMOG de hoy.
Club Caribe fue desarrollado con Lucasfilm Games usando un software que luego formó la base del sistema de historia Maniac Mansion de Lucasfilm («SCUMM»). Los usuarios controlaban avatares en pantalla que podían chatear con otros usuarios, llevar y usar objetos y dinero (llamados «fichas») y viajar por la isla una pantalla a la vez. Club Caribe permitía a los usuarios quitarle la cabeza a su personaje, llevarlo consigo o incluso dejarlo. Sin embargo, otros usuarios podían recoger cabezas que estaban en el suelo, lo que hacía que los jugadores sin cabeza exploraran el mundo del juego.
En febrero de 2017, se anunció al público un proyecto de código abierto para revivir Habitat dirigido por Randy Farmer (uno de los creadores de Habitat) llamado NeoHabitat. Actualmente, el proyecto está solicitando colaboradores voluntarios para ayudar en el desarrollo del código, el diseño de la región, la documentación y para brindar otra asistencia. Utilizando Quantumlink Reloaded, se creó un nuevo servidor de Habitat que permite que un avatar inicie sesión, manipule objetos, chatee y navegue entre regiones de muestra.